# Фаєрбол
Фаєрбо́л — в фізиці високих енергій, зокрема, в квантовій хромодинаміці, стан матерії, який існує при дуже високій температурі і густині протягом короткого періоду часу. Досягається, наприклад, зіткненням атомних ядер важких хімічних елементів на ультрарелятивістських швидкостях, завдяки чому відбувається фазовий перехід частини ядерної речовини до стану кварк-глюонної плазми. Ділянка, у якій кварки та глюони знаходяться у не зв'язаному стані, існує близько 10−23 с, після чого, внаслідок розширення, ділянка охолоджується і окремі кварки знову об'єднуються у мезони та баріони.